# Christian Falsnaes
Christian Falsnaes (* 1980 in Kopenhagen) ist ein dänischer Künstler. Er lebt und arbeitet in Berlin.

## Leben
Falsnaes begann seine künstlerische Laufbahn auf den Straßen Kopenhagens als Graffitikünstler. Dort studierte er auch von 2001 bis 2003 Philosophie. Nach einem kurzen Aufenthalt in Zürich ging er nach Wien und studierte dort von 2005 bis 2011 an der Akademie der bildenden Künste bei Daniel Richter, Peter Kogler und Constanze Ruhm. Nach seinem Studium zog er nach Berlin.

## Werk
Noch vor seinem Kunststudium begann Christian Falsnaes in Kopenhagen mit Performances und Interaktionen im öffentlichen Raum.
Seit dem Jahr 2009 entwickelt er Performances, die  nach einem vorgefertigten Skript entstehen. Anfangs bezog er darin selbst eine zentrale Rolle und motivierte das Publikum, sich aktiv in die Aktion einzubringen, um sich als Mensch und als Teil eines Kunstwerkes zu erfahren. Der Zuschauer sollte durch die aktive Einbeziehung persönliche Grenzen überschreiten, sie überwinden und den Moment der Befreiung und Veränderung empfinden.
Falsnaes sagte dazu in einem Interview:
„Wenn ich den Betrachter in den Prozess der Kunstproduktion involviere, geht es mir auch darum, all dies zu teilen, statt nur das Resultat von meinem privaten künstlerischen Prozess zu zeigen.“
Die Auseinandersetzung mit Autorität, Hierarchien, sozialen und vor allem pop-kulturellen Ritualen ist ein integraler Teil seiner Kunst.
„Die Beschäftigung mit der Struktur von Macht, oder mit Gruppendynamik, ist an sich politisch. Mir geht es nicht so sehr darum, dass die Leute folgen oder auf eine bestimmte Art und Weise reagieren, sondern darum, für das Publikum spürbar zu machen, wie sich bestimmte Rituale auf sie auswirken.“ Christian Falsnaes
In seinem jüngeren Werk zieht sich Falsnaes immer mehr physisch aus den Aktionen zurück. Die Anweisungen an das Publikum erfolgen nun mittels Kopfhörern, Lautsprechern, oder durch angestellte „instructors“. Oftmals werden seine Performances nun als „weibliche Versionen“ durchgeführt, bei denen die frühere Rolle von Falsnaes von Künstlerinnen übernommen wird. Er selbst mischt sich dabei oft unter das Publikum und nimmt als Zuschauer daran teil. Durch das Zurückziehen seiner künstlerischen Person erfolgt ein zusätzlicher Autoritätstransfer, der das Publikum noch mehr in seine Kunst involviert.
Viele Performances werden in Videoaufzeichnungen dokumentiert. Es gibt jedoch auch Kunstwerke, die aus den Aktionen entstehen, wie beispielsweise Leinwände, die vom Publikum nach Anweisungen des Künstlers bemalt wurden. Oder auch das sogenannte „Surface Memory“, bei dem eine Leinwand mit Farbe im öffentlichen Raum an Wänden oder Bushaltestellen abgezogen und fotodokumentiert wird.

## Ausstellungen

### Einzelausstellungen (Auswahl)
- 2015: ‚Many‘, Juan & Patricia Vergez Collection, Buenos Aires; ‚The title is your name‘, Bielefelder Kunstverein; ‚Available‘,   Kunstverein Braunschweig
- 2014: ‚Justified Beliefs‘, Art Basel Statements, Switzerland
- 2013: ‚Opening‘, KW Institute of Contemporary Art, Berlin
- 2011: ‚ELIXIR‘, PSM Gallery, Berlin
- 2010: ‚There and Back‘, Skånes Konstförening, Malmö, Sweden
- 2008: ‚Rational Animal‘, Kunstraum Niederösterreich, Vienna

### Gruppenausstellungen (Auswahl)
- 2016: Manifesta 11, Zürich; ‚Stellung nehmen‘, Kestnergesellschaft, Hannover
- 2015: ‚Political Populism‘, Kunsthalle Wien; Preis der Nationalgalerie 2015, Hamburger Bahnhof, Berlin; ‚Expanding the field of play‘, Centre Pompidou, Paris; ‚The city is the star‘, ZKM | Zentrum für Kunst und Medientechnologie, Karlsruhe
- 2014: ‚Public‘, Art Basel, Miami Beach; Schwindel der Wirklichkeit, Akademie der Künste, Berlin
- 2013: ‚Ihre Geschichten‘, Bonner Kunstverein, Bonn
- 2012: ‚Realness Respect‘, Kunstverein Medienturm, Graz; ‚Catch a glimpse of me‘, W139, Amsterdam

- 2011: ACTS, Museum of Contemporary Art, Roskilde, Denmark
- 2010: ‚Speak & Spell‘,curated by Spike Art Quarterly, COCO, Vienna

- 2008: ‚International Prize for Performance‘, Galleria Civica di Arte Contemporanea, Trento, Italy